# 古灵精怪东南亚
《古灵精怪东南亚》（英語：Shocking Asia）是一部1976年罗尔夫·奥尔森指导的纪录片。由于某些内容，这部纪录片在芬兰被禁。1985年出品了该片的续集。

## 外部連結
- 互联网电影数据库（IMDb）上《Shocking Asia》的资料（英文）